# Đa Mi
Đa Mi là một xã thuộc huyện Hàm Thuận Bắc, tỉnh Bình Thuận, Việt Nam.
Xã Đa Mi có diện tích 145,38 km², dân số năm 2001 là 2.774 người, mật độ dân số đạt 19 người/km².